# Heinrich Appelt
Heinrich Appelt (25. červen 1910, Vídeň – 16. září 1982, Vídeň) byl rakouský historik a diplomatik.

## Výběr z jeho děl
- Die Urkundenfälschungen des Klosters Trebnitz. Studien zur Verfassungsentwicklung der deutschrechtlichen Klosterdörfer und zur Entstehung des Dominiums. Breslau 1940 (Veröffentlichungen der Historischen Kommission für Schlesien 2; Forschgen. z. schles. Urkundenbuch 2).
- Das Diplom Kaiser Heinrichs II. für Göss vom 1. Mai 1020. Eine diplomatisch-verfassungsgeschtliche Untersuchung. Mit einem Faksimile der Urkunde. Graz u.a. 1953.
- Die Kaiseridee Friedrich Barbarossas. Wien 1967 (SÖAW-PH 252/2).
- Privilegium minus. Das staufische Kaisertum und die Babenberger in Österreich. Wien, Köln u. Graz 1973 (Böhlau Quellenbücher), 2. Aufl. 1976.
- Kaisertum, Königtum, Landesherrschaft. Wien, Köln u. Graz 1988 (Mitteilungen des Instituts für Österreichische Geschichtsforschung, Beih. 28) (Zusammenstellung seiner Aufsätze).
- Regesta imperii, Neubearbeitung. Serie III, Salisches Haus 1024–1125, hg. v. Heinrich Appelt, III,1: Die Regesten des Kaiserreiches unter Konrad II. 1024–1039, Graz 1951.